# Jason Everman

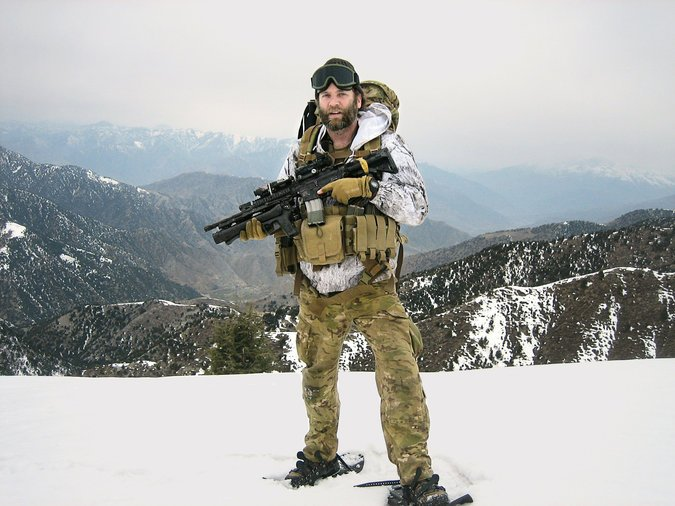
Jason Everman in Afghanistan

Jason Everman (* 16. August 1967 in Kodiak, Alaska) ist ein US-amerikanischer Gitarrist und Bassist. Er spielte unter anderem bei Nirvana und Soundgarden.

## Kindheit und Jugend
Jason Everman wuchs mit seinen Eltern auf Spruce Island auf. Noch im Kindesalter trennte sich Evermans Mutter von seinem Vater, zog mit ihrem Sohn auf das Festland und heiratete einen ehemaligen Soldaten der US-Navy. Die Familie ließ sich später in Poulsbo im Kitsap County im Staat Washington nieder. Im Rahmen einer Therapie lernte Everman als Jugendlicher Gitarre spielen.

## Musikalische Laufbahn
Everman war in den 1980er- und 1990er-Jahren Gitarrist in verschiedenen Grungebands. Er spielte unter anderem mit seinem High-School-Klassenkameraden und späteren Nirvana Schlagzeuger Chad Channing in der Thrash-Metal-Band Stonecrow. 1989 spielte er als zweiter Gitarrist auf dem Nirvana-Debütalbum Bleach. Im selben Jahr ging er mit Nirvana auf Tour und ersetzte danach bei Soundgarden Hiro Yamamoto in der Louder-Than-Love-Tournee von 1989/90. Im Jahr 1992 spielte er Bass auf dem Album Lo Flux Tube der Grindcore-/Industrial-Metal-Band O.L.D. Im Jahr 1993 nahm er als Gitarrist mit der Crossover-Gruppe Mind Funk das Album Dropped auf, verließ die Band jedoch kurze Zeit später. Everman erklärte, dass er damals, beeinflusst von der Autobiografie Benvenuto Cellinis, neben seiner bereits entwickelten künstlerischen Seite, seine kriegerische Seite entwickeln wollte.
Im Mai 2017 war er Mitbegründer der Rockband Silence & Light, die aus Militärveteranen besteht und im Dezember 2019 ihr erstes Album veröffentlichten. Die Band engagiert sich für Veteranen der US Special Forces und unterstützt diese auch finanziell.

## Militärische Laufbahn
Everman verließ 1993 das Musikbusiness und begab sich in ein Rekrutierungscenter des US-Militärs, um der US-Army beizutreten. Er wurde von 1995 bis 1999 im 2. Bataillon des 75th Ranger Regiments eingesetzt. Nach Dienstende ging er zurück nach New York und arbeitete als Fahrradkurier, verbrachte danach ein halbes Jahr in Tibet und studierte in einem buddhistischen Kloster. 2000 trat er erneut dem US-Militär bei und wurde von 2001 bis 2006 in der 3rd Special Forces Group (Airborne) der US Special Forces unter anderem im Krieg in Afghanistan und Irakkrieg eingesetzt. 2006 verließ er das Militär im Dienstgrad eines Sergeant First Class.

## Späteres Leben
Nach seinem Ausscheiden aus dem Militär bewarb sich Everman 2006 mit einem Empfehlungsschreiben von General Stanley A. McChrystal an der Seattle University und der Columbia University. Er wurde daraufhin an der Columbia University angenommen und studierte dort Militärgeschichte, Geschichte und Philosophie. Zu dieser Zeit besuchte er auch Schriftstellerworkshops für Veteranen. Das Philosophiestudium schloss er im Mai 2013 mit einem Bachelor of Arts ab und arbeitete später ab 2017 an seinem Masterabschluss in Militärgeschichte an der Norwich University. Während und nach seinem Studium arbeitete er zudem als Militärberater in verschiedenen Ländern außerhalb der USA.

## Auszeichnungen
- Combat Infantryman Badge
- Good Conduct Medal
- Afghanistan Campaign Medal
- Global War on Terrorism Service Medal
- Special Forces Tab
- Ranger Tab

- National Defense Service Medal
- Iraq Campaign Medal
- Army Service Ribbon
- Global War on Terrorism Expeditionary Medal
- Army Overseas Service Ribbon

## Diskografie

### Mit Nirvana
- 1989: Bleach (LP)
- 1990: Hard to Believe – A Kiss Covers Compilation (LP)
- 2004: With the Lights Out (CD/DVD-Box)

### Mit Soundgarden
- 1990: Hands all over (Single)
- 1990: Loudest Love (EP)
- 1990: Loud Than Live (Videoalbum)

### Mit O.L.D.
- 1991: Lo Flux Tube (LP)
- 1992: Masters of Misery – Black Sabbath: An Earache Tribute (LP Compilation)

### Mit Mind Funk
- 1993: Dropped (LP)

### Mit Silence and Light
- 2019: Volume One